# Codex van Huexotzinco

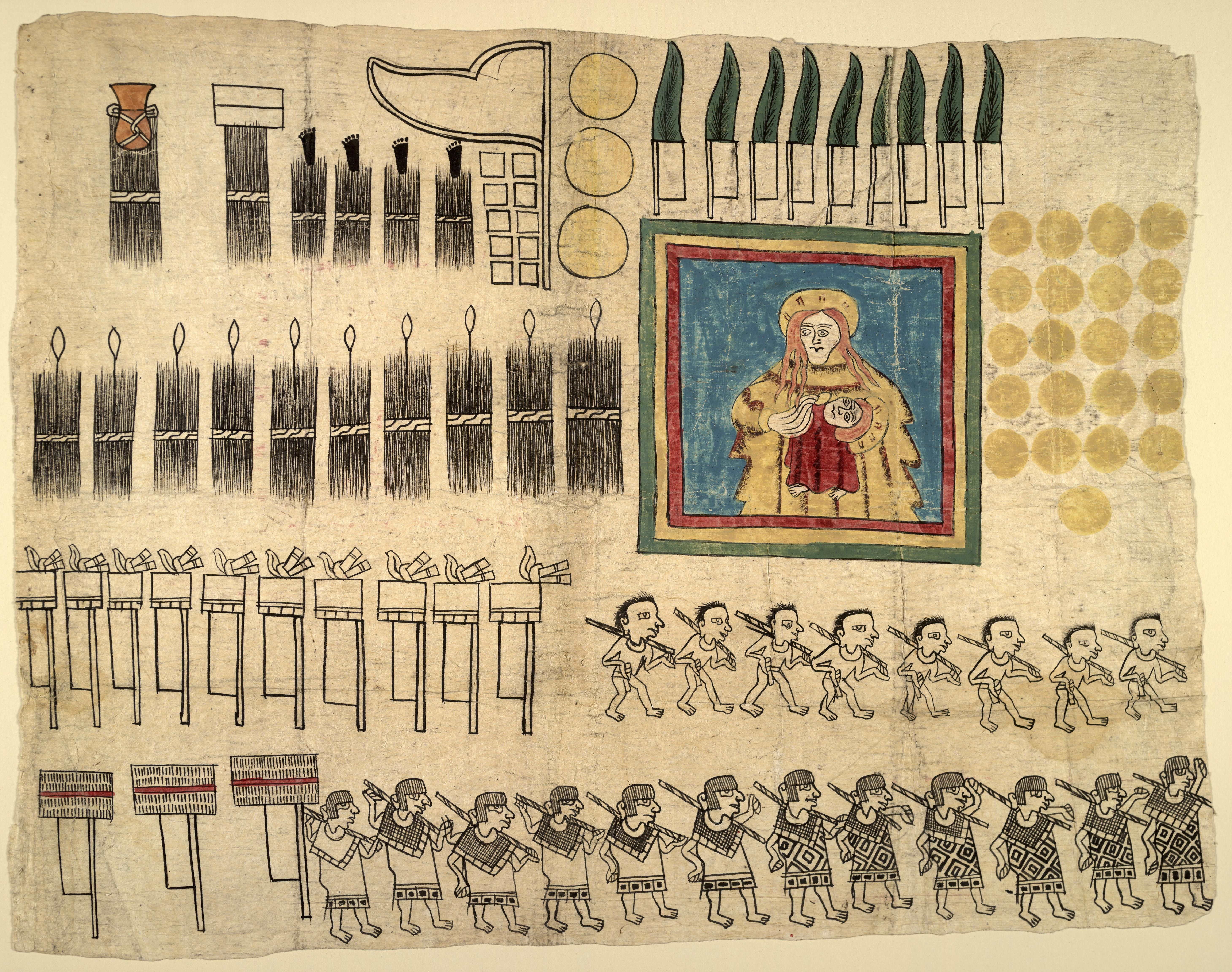
1e panel van de codex: het paneel bevat een afbeelding van de maagd met kind en is gemaakt in 1531 door Nahua Indianen voor een rechtszaak in Mexico en Spanje tegen de Spaanse beheerders die hun misbruikten. De indianen woonde op het landgoed van Hernán Cortes, mede-aanklager tegen de beheerders die zijn landgoed slecht beheerde (afbeelding Library of Congress).

De Codex van Huexotzinco is een acht pagina’s tellend document op amatl, een pre-Europees papier gemaakt in Meso-Amerika. Het is onderdeel van een verklaring in een rechtszaak tegen vertegenwoordigers van de koloniale regering in Mexico, tien jaar na de Spaanse verovering in 1521. Huexotzinco (uitspr: Weesjootsinko) is een stad ten zuidoosten van Mexico-Stad, in de staat Puebla. In 1521 waren de Nahua-indiaanen van de stad bondgenoten van de Spaanse veroveraar Hernán Cortés, en samen confronteerden zij hun vijanden om Moctezuma, leider van het Azteekse Rijk, te overwinnen.
Na de verovering werden de inwoners van Huexotzinco onderdeel van Cortés' landgoederen. Terwijl Cortés van 1529 tot 1530 in het buitenland was, bemoeiden Spaanse koloniale beheerders zich met de dagelijkse gang van zaken en dwongen de Nahua om buitengewone hoge belastingen te betalen in de vorm van goederen en diensten. Toen Cortés terugkwam, voegden de Nahua zich bij hem samen in een rechtszaak tegen het misbruik door de Spaanse beheerders.
De eisers waren succesvol in hun zaak tegen Mexico, ook toen deze later opnieuw diende in Spanje. Het verslag in een document in de collecties van de Library of Congress toont dat in 1538 koning Karel I van Spanje akkoord ging met het vonnis tegen de Spaanse beheerders en besliste dat twee derde van alle zaken die van de bewoners waren afgenomen teruggegeven moesten worden. 

## De pagina's

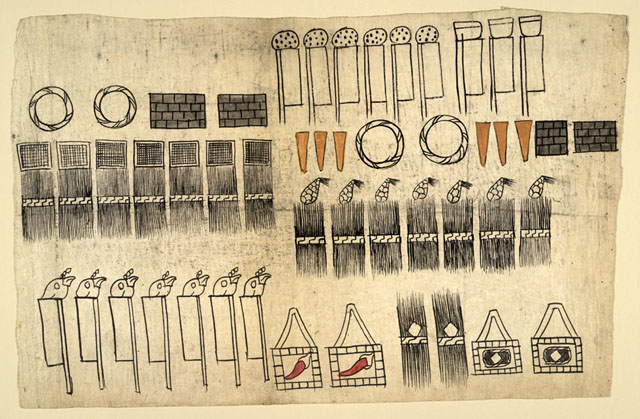
2e paneel van de Huexotzinco codex
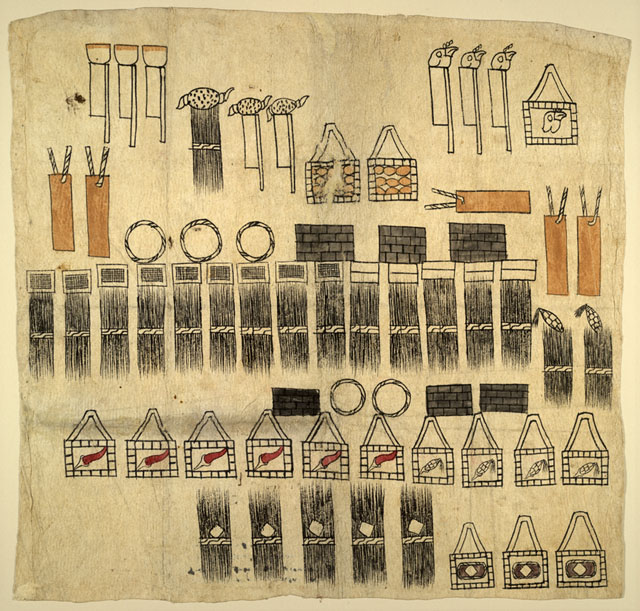
3e paneel van de Huexotzinco codex
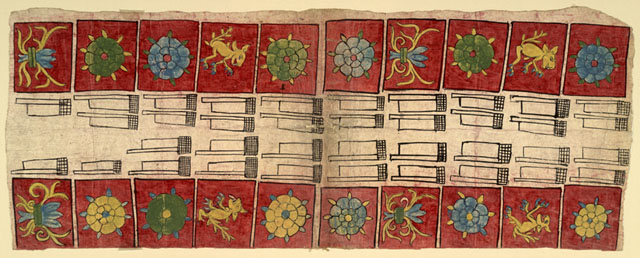
4e paneel van de Huexotzinco codex
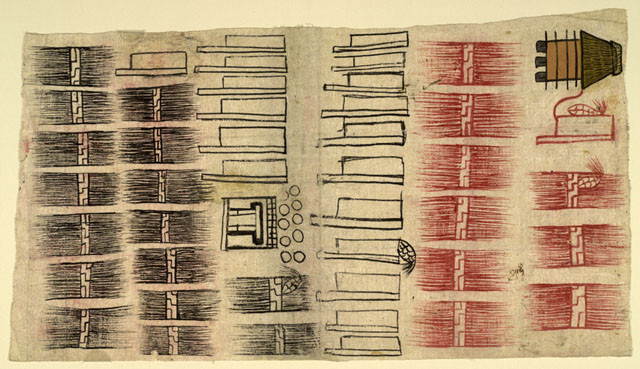
5e paneel van de Huexotzinco codex
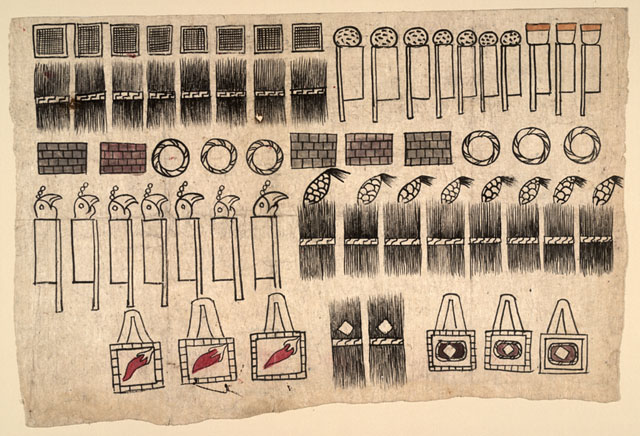
6e paneel van de Huexotzinco codex
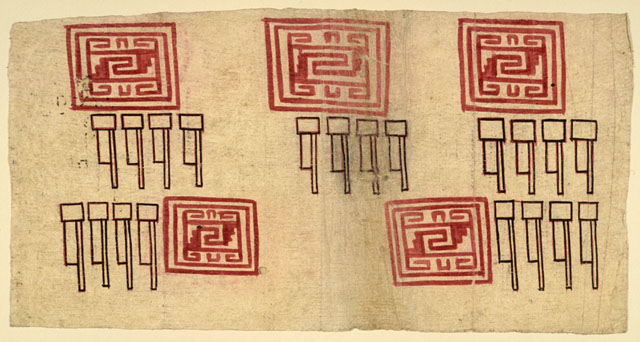
7e paneel van de Huexotzinco codex
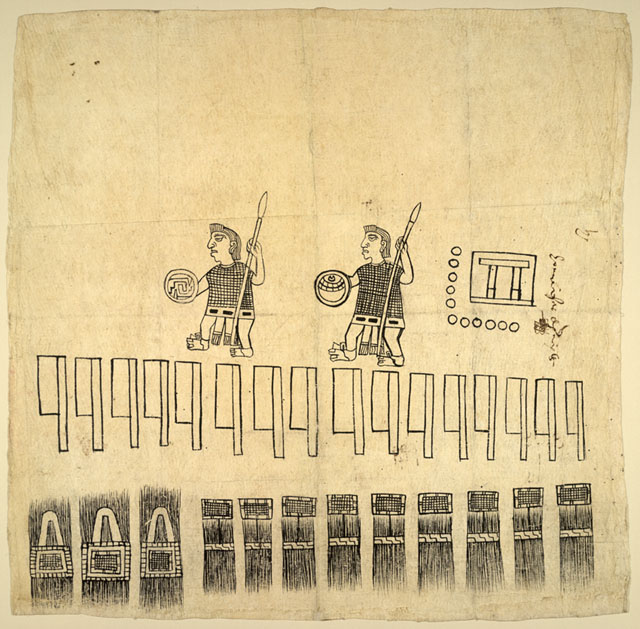
8e paneel van de Huexotzinco codex